# اچ‌ام‌اس ادلینگهام (ام۲۶۲۳)
اچ‌ام‌اس ادلینگهام (ام۲۶۲۳) (به انگلیسی: HMS Edlingham (M2623)) یک کشتی بود که طول آن ۱۰۰ فوت (۳۰ متر) بود. این کشتی در سال ۱۹۵۵ ساخته شد.